# 一之江
一之江（いちのえ）は、東京都江戸川区の町名。住居表示実施済み。現行行政地名は一之江一丁目から一之江八丁目。

## 地理
東京都江戸川区中央部に位置する。地区の東辺を新中川、北辺を国道14号で画す。一之江は新大橋通り以北に南北に細長い町域を形成しており、一之江町のみ通り以南に位置する。北では大杉、東は新中川を挟んで対岸に春江町二・三丁目、南で西瑞江四丁目・春江町四丁目・一之江町（住居表示未実施）および船堀、西で松江六・七丁目および西一之江二・三丁目と隣接する。

### 地価
住宅地の地価は、2025年（令和7年）1月1日の公示地価によれば、一之江2-3-8の地点で34万8000円/m2、一之江7-32-29の地点で44万9000円/m2となっている。

## 歴史
応永年間に編纂された「葛西御厨田数注文写」に「東一之江」「西一之江」「二江」とあり、名称は室町時代より存在していた。
1932年（昭和7年）の江戸川区成立時に「一之江町」として成立。1938年（昭和13年）の町名地番変更により、当地区の大部分は一之江一〜四丁目となったが、新大橋通り以南の最南部のみは「一之江町」のまま残り、2009年現在も存続している。
当地区では1983年（昭和58年）に住居表示が実施され、一之江一〜七丁目となった。1938年（昭和13年）成立の一之江一〜四丁目と、1983年（昭和58年）成立の一之江一〜七丁目と同じ区域ではなく、周辺各町との境界の変更がある。2006年（平成18年）の住居表示実施により、春江町四丁目の一部が一之江七丁目に編入され、同じ春江町四丁目の一部から新たに一之江八丁目が成立した。

### 地名の由来
正確な由来は定かではないが、「江戸川区史」では境川（現・一之江境川親水公園）の両岸にあった集落で、江の文字が示すように入江があったのでこの地名があるとしている。

## 世帯数と人口
2025年（令和7年）1月1日現在（江戸川区発表）の世帯数と人口は以下の通りである。
| 丁目         | 世帯数     | 人口     |
| ------------ | ---------- | -------- |
| 一之江一丁目 | 686世帯    | 1,526人  |
| 一之江二丁目 | 855世帯    | 1,809人  |
| 一之江三丁目 | 1,752世帯  | 2,963人  |
| 一之江四丁目 | 1,105世帯  | 2,065人  |
| 一之江五丁目 | 1,028世帯  | 2,318人  |
| 一之江六丁目 | 1,577世帯  | 3,553人  |
| 一之江七丁目 | 2,784世帯  | 5,116人  |
| 一之江八丁目 | 836世帯    | 1,544人  |
| 計           | 10,623世帯 | 20,894人 |

### 人口の変遷
国勢調査による人口の推移。
| 年                 | 人口   |
| ------------------ | ------ |
| 1995年（平成7年）  | 14,307 |
| 2000年（平成12年） | 15,096 |
| 2005年（平成17年） | 15,318 |
| 2010年（平成22年） | 19,357 |
| 2015年（平成27年） | 20,005 |
| 2020年（令和2年）  | 20,728 |

### 世帯数の変遷
国勢調査による世帯数の推移。
| 年                 | 世帯数 |
| ------------------ | ------ |
| 1995年（平成7年）  | 5,617  |
| 2000年（平成12年） | 6,106  |
| 2005年（平成17年） | 6,392  |
| 2010年（平成22年） | 8,499  |
| 2015年（平成27年） | 8,802  |
| 2020年（令和2年）  | 9,728  |

## 学区
区立小・中学校に通う場合、学区は以下の通りとなる(2023年4月時点)。なお、江戸川区では学校選択制度を導入しており、区内全域から選択することが可能。。
| 丁目         | 番地                       | 小学校                     | 中学校                   |
| ------------ | -------------------------- | -------------------------- | ------------------------ |
| 一之江一丁目 | 全域                       | 江戸川区立大杉東小学校     | 江戸川区立松江第四中学校 |
| 一之江二丁目 | 全域                       | 江戸川区立一之江小学校     | 江戸川区立松江第五中学校 |
| 一之江三丁目 | 全域                       | 江戸川区立一之江小学校     | 江戸川区立松江第五中学校 |
| 一之江四丁目 | 全域                       | 江戸川区立一之江小学校     | 江戸川区立松江第五中学校 |
| 一之江五丁目 | 全域                       | 江戸川区立一之江小学校     | 江戸川区立松江第五中学校 |
| 一之江六丁目 | 全域                       | 江戸川区立一之江第二小学校 | 江戸川区立松江第五中学校 |
| 一之江七丁目 | 1〜64番 69〜75番 81番      | 江戸川区立一之江第二小学校 | 江戸川区立松江第五中学校 |
| 一之江七丁目 | 65〜68番 76〜80番 82〜89番 | 江戸川区立一之江第二小学校 | 江戸川区立二之江中学校   |
| 一之江八丁目 | 全域                       | 江戸川区立一之江第二小学校 | 江戸川区立二之江中学校   |

## 事業所
2021年（令和3年）現在の経済センサス調査による事業所数と従業員数は以下の通りである。
| 丁目         | 事業所数  | 従業員数 |
| ------------ | --------- | -------- |
| 一之江一丁目 | 34事業所  | 486人    |
| 一之江二丁目 | 43事業所  | 386人    |
| 一之江三丁目 | 94事業所  | 731人    |
| 一之江四丁目 | 92事業所  | 586人    |
| 一之江五丁目 | 57事業所  | 234人    |
| 一之江六丁目 | 70事業所  | 550人    |
| 一之江七丁目 | 195事業所 | 1,910人  |
| 一之江八丁目 | 110事業所 | 1,476人  |
| 計           | 695事業所 | 6,359人  |

### 事業者数の変遷
経済センサスによる事業所数の推移。
| 年                 | 事業者数 |
| ------------------ | -------- |
| 2016年（平成28年） | 694      |
| 2021年（令和3年）  | 695      |

### 従業員数の変遷
経済センサスによる従業員数の推移。
| 年                 | 従業員数 |
| ------------------ | -------- |
| 2016年（平成28年） | 5,548    |
| 2021年（令和3年）  | 6,359    |

## 交通

### 鉄道
町域の南部に都営地下鉄新宿線一之江駅が所在するが、北部の一之江一丁目は至近の駅から1km以上離れた鉄道不便地帯に属する。

### 道路・橋梁
道路
- 首都高速7号小松川線一之江出入口
- 国道14号（京葉道路）
- 東京都道・千葉県道50号東京市川線（新大橋通り）
- 東京都道318号環状七号線（環七通り）
- 今井通り
- 一之江通り

橋梁
- 一之江橋
- 椿橋
- 南椿橋
- 春江橋
- 涼風橋
- 明和橋
- 瑞江大橋

## 施設
教育
- 江戸川区立一之江小学校
- 江戸川区立松江第五中学校
- 東京都立葛西工科高等学校

公園
- 一之江境川親水公園
- 仲居堀親水緑道

寺社・宗教
- 江久山感応寺（蓮光院）
- 金嶋山妙覚寺（等覚院）
- 利栄山長勝寺（善学院）
- 医王山妙音寺（不動院）
- 一之江白髭神社
- 馬場八幡宮（wikidata）
- 一之江水神宮（wikidata）
- 国柱会本部

## その他

### 日本郵便
- 郵便番号 : 132-0024[3]（集配局 : 江戸川郵便局[17]）。